# Edoeard Romanjoeta
Edoeard Edoeardovitsj Romanjoeta (Oekraïens: Едуард Едуардович Романюта; Ternopil, 23 oktober 1992) is een Oekraïens zanger.

## Biografie
Romanjoeta begon zijn muzikale carrière in 2011. Hij nam deel aan de Oekraïense nationale preselectie voor het Eurovisiesongfestival. Met het nummer Berega haalde hij de finale, waarin hij zevende eindigde. Een jaar later waagde hij opnieuw zijn kans, ditmaal met I'll never let go. Hij eindigde op de vijfde plaats. In Evrobachennja 2013 deed hij wederom twee plaatsen beter: met Get real with my heart eindigde hij als derde. In 2014 was hij afwezig op de Oekraïense preselectie, en in 2015 nam zijn vaderland niet deel aan het Eurovisiesongfestival. Dat weerhield Romanjoeta echter niet om toch zijn kans te wagen in een nationale finale; hij schreef zich in voor O Melodie Pentru Europa 2015, de Moldavische preselectie. Met het nummer I want your love won hij de finale, waardoor hij Moldavië mocht vertegenwoordigen op het Eurovisiesongfestival 2015 in de Oostenrijkse hoofdstad Wenen. Hij kon er niet doorstoten naar de finale.
2005: Zdob și Zdub · 
2006: Arsenium & Natalia Gordienko · 
2007: Natalia Barbu · 
2008: Geta Burlacu · 
2009: Nelly Ciobanu · 
2010: SunStroke Project & Olia Tira · 
2011: Zdob și Zdub · 
2012: Pasha Parfeny · 
2013: Aliona Moon · 
2014: Cristina Scarlat · 
2015: Edoeard Romanjoeta · 
2016: Lidia Isac · 
2017: SunStroke Project · 
2018: DoReDoS · 
2019: Anna Odobescu · 
2021: Natalia Gordienko · 
2022: Zdob și Zdub & Frații Advahov · 
2023: Pasha Parfeny · 
2024: Natalia Barbu